# La Romancière, le Film et le Heureux Hasard
Pour plus de détails, voir Fiche technique et Distribution.
La Romancière, le Film et le Heureux Hasard (en coréen : 소설가의 영화, Soseolgaui yeonghwa) est un film dramatique sud-coréen en noir et blanc écrit et réalisé par Hong Sang-soo et sorti en février 2022 dans sélection officielle à la Berlinale (Allemagne) où il remporte le Grand prix du jury.
La Romancière, le Film et le Heureux Hasard, avec dans les rôles principaux Lee Hye-young et Kim Min-hee, est décrit par Carlo Chatrian, le directeur exécutif du 72e Festival international du film de Berlin, comme le film qui « célèbre la beauté des rencontres fortuites, tout en parlant de l'importance de l'authenticité dans le monde malhonnête du cinéma ».
Le film suit Jun-hee, une célèbre romancière, qui retrouve une amie libraire qu'elle n'a pas vu depuis longtemps. Elle croisera ensuite un réalisateur et une jeune actrice.

## Synopsis
Kim Jun-hee est une romancière qui n'a pas publié depuis assez longtemps. Elle vient voir une amie qui tient une librairie ; elles discutent un moment, apprenant notamment quelques gestes de langue des signes d'une employée de la librairie.
Puis la romancière va visiter une tour dotée d'un point de vue panoramique. Elle y rencontre une autre de ses connaissances, accompagnée de son mari, un réalisateur de cinéma qui a autrefois renoncé à adapter l’un de ses romans après s'y être engagé.
Apercevant un parc, ils décident de s'y rendre pour marcher sur un sentier. Mais ils y rencontrent Gil-soo, une actrice qui a cessé de jouer dans des films. Le réalisateur lui dit que c'est un « gâchis » d'avoir ainsi interrompu sa carrière, ce qui agace beaucoup la romancière, car c'est à Gil-soo de décider ce qui est bon pour elle.
Le réalisateur et sa femme s'éloignent. Jun-hee dit soudain à Gil-soo qu'elle aimerait tourner un film avec elle et avec son mari, qui est potier. L'actrice accepte. Elles vont déjeuner ensemble dans un restaurant, puis l'actrice emmène la réalisatrice chez une amie qui n'est autre que la libraire. Celle-ci a organisé une séance de boisson avec un vieux poète, qui est en fait un ancien amant de la romancière.
Plus tard, Gil-soo vient assister à une projection du film réalisé par Jun-hee. Pendant ce temps, la romancière et le neveu de l'actrice, qui a tenu la caméra, attendent sur le toit de l'immeuble. Quelques images du film montrent Gil-soo cueillant et arrangeant des fleurs dans le parc où elles se sont promenées précédemment. L'actrice sort de la salle, un peu déconcertée semble-t-il.

## Fiche technique
- Titre : La Romancière, le Film et le Heureux Hasard
- Titre original : 소설가의 영화, Soseolgaui yeonghwa
- Titre anglais : The Novelist's Film
- Réalisation : Hong Sang-soo
- Scénario : Hong Sang-soo
- Photographie : Hong Sang-soo
- Montage : Hong Sang-soo
- Musique : Hong Sang-soo
- Pays d'origine : Corée du Sud
- Langue originale : coréen
- Format : noir et blanc
- Genre : drame
- Durée : 92 minutes
- Dates de sortie : 
  - Allemagne : février 2022 (Berlinale)
  - France : 15 février 2023

## Distribution
- Lee Hye-young : la romancière Jun-hee
- Kim Min-hee : Gil-soo, l'actrice[2]
- Cho Yun-hee : la femme du réalisateur
- Seo Young-hwa : la libraire
- Kwon Hae-hyo : le réalisateur
- Gi Ju-bong : le poète
- Park Mi-so
- Ha Seong-guk

## Production
Le film a été tourné en mars 2021 pendant deux semaines à l'extérieur de Séoul, en particulier à Hanam (Union Park Tower), avec Lee Hye-young et Kim Min-hee dans les rôles principaux.
Hong Sang-soo est parti d'images de Kim Min-hee et sa mère dans un parc, qu'il avait tournées avec une petite caméra ; ces images sont présentées dans le film comme celles tournées par la romancière.

## Sortie
Le film a été sélectionné pour être projeté en compétition au 72e Festival international du film de Berlin, du 10 au 20 février 2022, où il a obtenu le Grand Prix du jury. C'est la troisième année consécutive que le réalisateur Hong Sang-soo concourt pour les principaux prix de la section compétition. Ses deux précédents films La Femme qui s'est enfuie (2020) et Introduction (2021) ont été sélectionnés respectivement en section compétition aux 70e et 71e éditions du festival.

## Distinction
- Berlinale 2022 : Grand prix du jury[7]